# Cooking Channel
Cooking Channel é um canal a cabo norte-americano de propriedade da Television Food Network, uma joint venture e parceria geral entre a Warner Bros. Discovery (69%) e o Nexstar Media Group (31%). O canal é um spin-off da Food Network, veiculando programação relacionada à alimentação e culinária.
Em fevereiro de 2015, o Cooking Channel estava disponível para aproximadamente 61.951.000 residências com televisão paga (53,2% das residências com televisão) nos Estados Unidos.

## História

### Fine Living (2002-2010)
O canal foi anunciado pela Scripps em 2001 e lançado no ano seguinte como Fine Living (posteriormente Fine Living Network, FLN). A marca foi posicionada para espectadores de alta renda "que querem orientação para ajudar a gastar seu tempo livre" e apresentou uma mistura de programação com tema de estilo de vida e lazer lidando com tópicos como viagens e aventura, finanças, imóveis, atividades cotidianas, e tecnologia. A Scripps posicionou a Fine Living como uma marca multiplataforma, tendo lançado um site associado e adquirido uma participação de 49% em uma revista de livre circulação que foi associada ao canal. A Scripps planejou investir US$100 milhões na programação original do Fine Living. A rede foi lançada em 21 de agosto de 2002.

### Cooking Channel (2010-presente)
Em outubro de 2009, a Scripps Networks Interactive anunciou que o Fine Living seria relançado como Cooking Channel em 2010, após a Grande Recessão. A rede seria um spin-off da Food Network orientada para a programação instrutiva e baseada na personalidade, que havia sido amplamente substituída pelo crescimento de reality shows na programação do Food Network. O Cooking Channel foi lançado em 31 de maio de 2010 (coincidindo com o feriado do Memorial Day).

## Versões internacionais

### Fine Living
De 3 de setembro de 2004 a 19 de outubro de 2009, uma versão canadense de FLN foi transmitida com o nome de Fine Living. Foi substituído pela versão canadense do DIY Network.
Na Europa, o FLN lançado em 2010, substituiu o Zone Club, exceto na Polônia.
De 26 de março de 2014 a 22 de outubro de 2017, uma versão italiana do FLN foi transmitida com o nome de Fine Living.

### Cooking Channel
Uma versão canadense do Cooking Channel foi lançada em 12 de dezembro de 2016, substituindo o W Movies. É operado pela Corus Entertainment, que também opera a versão canadense do Food Network. A Scripps Networks Interactive adquiriu uma participação minoritária no canal após seu lançamento.